# Útoky na Čornobajivku (2022)
Útoky na Čornobajivku byly sérií ukrajinských útoků proti tehdy Ruskem ovládanému Chersonskému mezinárodnímu letišti v Čornobajivce, které začaly krátce po okupaci letiště 27. února 2022 během ruské invaze na Ukrajinu. Čornobajivka, která se nachází v ukrajinské Chersonské oblasti, zažila desítky útoků na ruské pozice ze strany ukrajinských ozbrojených sil, neboť tamní letiště ruské ozbrojené síly proměnily ve vrtulníkovou základnu a opěrný bod v oblasti.
Podle Ukrajiny tyto útoky měly za následek mimo jiné smrt ruského generála Jakova Rezanceva ze 49. vševojskové armády, jenž byl dle ukrajinských zdrojů zabit 24. března. Ukrajinská strana původně tvrdila, že zabila i generála Andreje Mordvičeva z 8. gardové vševojskové armády, nicméně později bylo potvrzeno, že je stále naživu. Hlášena byla i smrt mnoha řadových ruských vojáků a především pak zničení minimálně 79 kusů vojenské techniky včetně vrtulníků Ka-52, Mi-28, Mi-24 a Mi-8, což bylo potvrzeno satelitními snímky, záběry z dronů a po osvobození oblasti i záběry přímo z místa.
Ukrajinské útoky proti ruské armádě u Čornobajivky pokračovaly až do 5. listopadu 2022. Devátého listopadu Rusko oznámilo stažení z celého pravého břehu Dněpru a 11. listopadu na letiště vstoupila ukrajinská armáda, čímž došlo k ukončení ruské okupace Čornobajivky.
Vzhledem k tomu, že ruské ztráty byly těžké a hlavně opakované, objevily se záhy na sociálních sítích memy zesměšňující tyto ztráty a zdánlivou nekompetenci ruského velení neschopného předcházet jim. Čornobajivka se postupně stala kulturním fenoménem v ukrajinské společnosti, kdy se postupně tematika útoků objevila v písních, na oblečení, ale třeba i v podobě koktejlu.

## Pozadí
Čornobajivka je malé město v Chersonské oblasti na Ukrajině. Protože funguje jako jakási brána do města Cherson, je jeho kontrola strategickou a taktickou výhodou válčící strany. Důležité by také bylo v případě hypotetického pozemního útoku na Mykolajiv. Podle ukrajinského analytika Alexandra Lemenova byla Čornobajika jedním z prioritních cílů Ruska na jihu Ukrajiny během úvodních fází invaze, a to především díky tamnímu letišti, které mohlo posloužit k další podpoře invazních sil.
První den ruské invaze (tedy 24. února 2022) Rusko bombardovalo celkem šest letišť na Ukrajině, přičemž Chersonské mezinárodní letiště v Čornobajivce bylo jedním z nich.

## Útoky

### Prvotní útoky (27. února–16. března 2022)

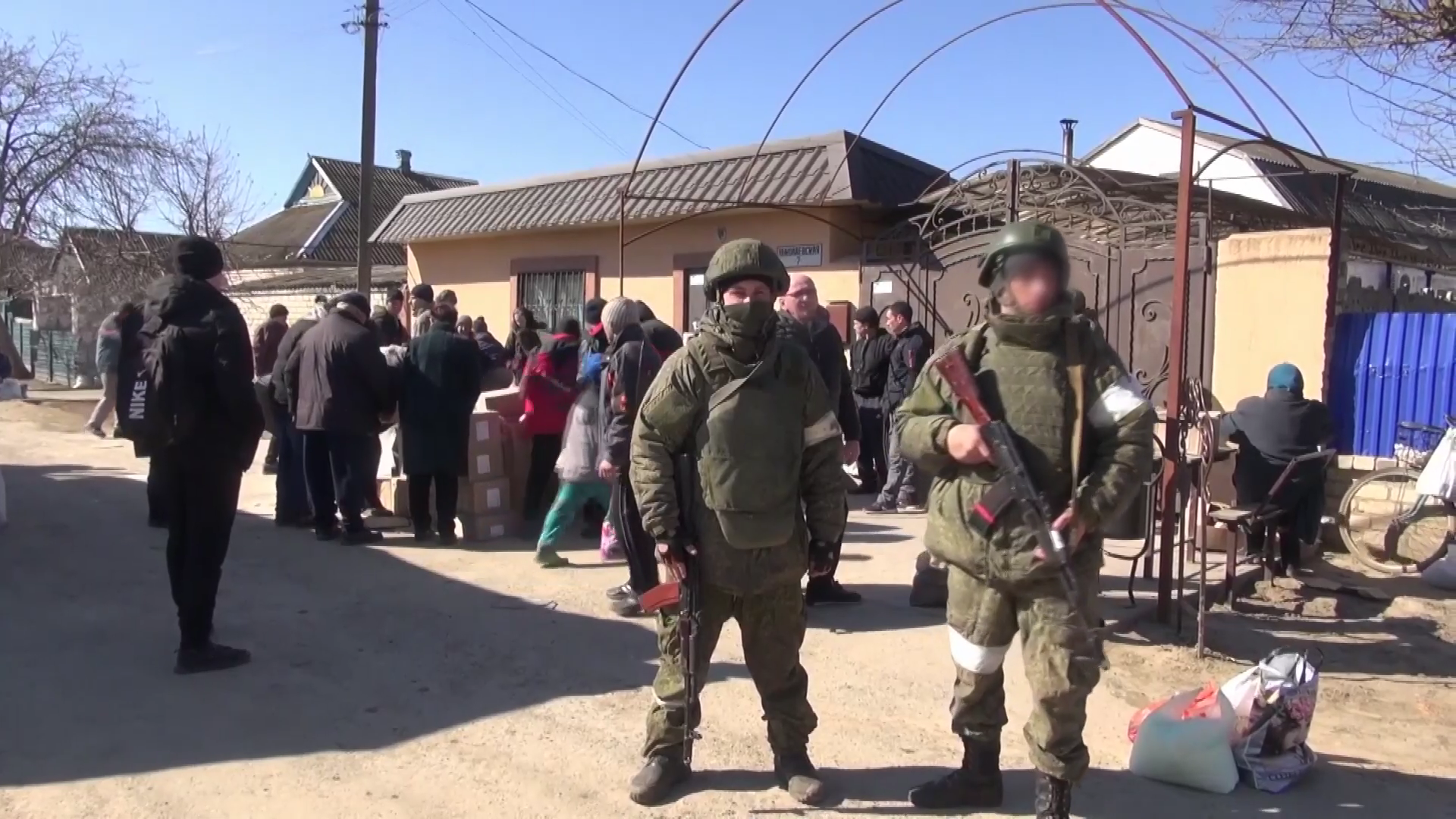
Ruské okupační síly v Čornobajivce

Ráno 27. února 2022 ruské síly ovládly letiště. Téhož dne zažila Čornobajivka svůj první ukrajinský útok proti ruským silám. Ukrajinské síly bombardovaly ruskou armádu bojovými drony Bayraktar TB2 turecké výroby. Ukrajinská armáda zveřejnila video, na kterém drony provádějí nálety na ruské pozice, což byly zároveň první záběry z dronů Bayraktar v akci od začátku ruské invaze na Ukrajinu. K útoku došlo na druhé výročí společných náletů ruského a syrského letectva na vesnici Baljun v guvernorátu Idlib, které v Sýrii zabily 34 tureckých vojáků. Turecké velvyslanectví v Kyjevě proto označilo nálety na Čornobajivku za „odplatu“ za incident v Baljunu z roku 2020 a prohlásilo, že „existuje něco jako boží spravedlnost“.
K další události v Čornobajivce došlo 7. března, kdy ukrajinská armáda oznámila, že bylo zničeno 30 ruských vojenských vrtulníků, které byly umístěny na letišti, a také další ruská technika a živá síla, což ale nebylo v plném rozsahu potvrzeno. Další útok následoval 15. března. Guvernér Mykolajivské oblasti Vitalij Kim oznámil, že se v důsledku toho ruští vojáci stáhli na předměstí tehdy Rusy okupovaného Chersonu. 16. března ukrajinské síly znovu ostřelovaly letiště a zničily sedm až patnáct vojenských vrtulníků. Wall Street Journal uvedl, že „Ukrajina provedla nálet na letiště Cherson, které je nyní ruskou leteckou základnou, a satelitní snímky ukázaly sedm zničených nebo poškozených ruských vrtulníků, některé z nich pohlcené plameny“.

### Pokračování útoků a údajná smrt dvou ruských generálů (18. března–24. března 2022)
Dne 18. března se nový ukrajinský útok na Čornobajivku zaměřil na postavení 8. gardové vševojskové armády, přičemž dle ukrajinských zdrojů mělo dojít k zabití jejího velitele, generálporučíka Andreje Mordvičeva. Ruské zdroje však jeho smrt nepotvrdily a 28. března se objevily záběry ukazující Ramzana Kadyrova na setkání s Mordvičevem a dalšími veliteli v okupovaném Mariupolu.  Později BBC News Russian potvrdily, že Mordvičev je stále naživu.
Ukrajinská armáda znovu zaútočila 19. března. Oleksij Arestovyč, tehdejší poradce prezidenta, prohlásil: „Nesmějte se, ale opět jsme je nachytali v Čornobajivce. Pošesté.“ O dva dny později, 21. března, ukrajinské síly znovu zaútočily na letiště, což Arestovyč oznámil slovy „Podržte se. Tomu nebudete věřit. Čornobajivka. Posedmé.“ Satelitní snímky získané z Planet Labs deníkem The New York Times ukázaly, že v důsledku nepřetržitých útoků mezi 15. a 21. březnem Rusko stáhlo většinu svých vrtulníků z letiště v Čornobajivce na jiná letiště, nicméně na základně dále zůstávaly pozemní jednotky.
Rusové byli znovu napadeni na letišti Čornobajivka 22. března, přičemž utrpěli ztráty na životech i vybavení. Arestovyč to vysvětlil tím, že ruské helikoptéry mířící z Krymu nad pevninskou Ukrajinu byly nuceny k přistání využít letiště v Čornobajivce kvůli nedostatku alternativ pro shromáždění vojáků v oblasti. V důsledku plochého přehledného terénu na ně ukrajinské síly mohly obratem zaútočit. K devátému útoku v Čornobajivce došlo 23. března. Arestovyč tentokrát uvedl, že množství techniky dislokované na letišti bylo menší než při předchozích útocích. Následující den, 24. března, ukrajinská armáda zaútočila opětovně. Arestovyč řekl, že bezprostředně po útoku došlo k velkému přesunu jednotek přes nedaleký Antonovský most, což popisoval tak, že ruské jednotky utekly. Během tohoto útoku měl být zabit další ruský generál, smrt generálporučíka Jakova Rezanceva, velitele 49. vševojskové armády však nebyla nikdy Ruskem potvrzena. Jeho smrt však potvrzuje odposlech ruské komunikace a předpokládají ho i západní zpravodajské služby.

### Jarní útoky (27. března–29. května)
27. března ohlásil Arestovyč jedenáctý ukrajinský útok na Rusy u Čornobajivky. Dne 28. března pak Arestovyč oznámil, že došlo k dvanáctému útoku na letiště Cherson. V tento den také Rusko oznámilo, že sestřelilo jeden bezpilotní letoun a pět raket ukrajinských sil během jejich útoku na Čornobajivku. Dle informací Arestovyče následoval třináctý útok na Čornobajivku 1. dubna. Událost komentoval i Vitalij Kim, který popřál ruským silám šťastný apríl. Téhož dne byli ruští vojáci napadeni ještě jednou, a to již počtrnácté. Arestovyč uvedl, že třináctým a čtrnáctým útokem se ukrajinským ozbrojeným silám podařilo zničit celý prapor ruských sil ve městě.
Dne 14. dubna Arestovyč oznámil, že došlo k patnáctému útoku ukrajinské armády na Čornobajivku, při kterém byly zničeny muniční sklady 22. armádního sboru. Nočním útokem ze 17. dubna měly ukrajinské síly znovu zničilt ruskou vojenskou techniku dislokovanou na letišti v Čornobajivce. Dne 24. dubna Arestovyč krátce oznámil, že došlo k sedmnáctému úderu na Rusy ve městě. Druhého května pak ukrajinská armáda při dalším útoku zničila další ruský muniční sklad. Útok pomocí minometů provedli vojáci ukrajinské 30. mechanizované brigády. Ta uvedla, že údery provedly teprve nedávno dodané minomety a že v důsledku útoku mají „nezvaní hosté“ méně munice k bombardování ukrajinského území. Třináctého května proběhlo masivní tříhodinové ostřelování ruských skladů vybavení a dělostřeleckých a raketových postavení.
Dvacátý útok na Čornobajivku proběhl dle Arestovyče 15. května. Operační velitelství Jih později na své facebookové stránce uvedlo, že útok měl za následek smrt 75 vojáků ruské armády a zničení téměř 20 kusů vojenské techniky. Zničen byl také muniční sklad a dva prostory údržby. Následující den, 16. května, oznámil generální štáb ukrajinských ozbrojených sil nový útok na ruské síly v Čornobajivce, který jim měl způsobit ztráty na technice a živé síle. 29. května Arestovyč oznámil dvacátý druhý útok, který měl trvat nejméně hodiny a byl během něj zničen muniční sklad. Po tomto datu následovala prodleva v útocích.

### Letní kampaň (1. července–26. srpna)
Prvního července ukrajinské síly udeřily na Rusy u Čornobajvky již po třiadvacáté a zničily jeden z jejich muničních skladů. Dne 3. července oznámilo operační velitelství Jih, že ukrajinské síly zničily další ruský muniční sklad v Čornobajivce. O události se zmínil i mluvčí náčelníka vojenské správy Oděské oblasti Serhij Bratčuk. Dne 7. července Arestovyč oznámil, že ve 14:23 Ukrajina zničila další ruský muniční sklad v Čornobajivce, který měl hořet nejméně další hodinu. Devátého července nový útok na Čornobajivku způsobil Rusku údajně těžké ztráty poté, co zasáhl několik velitelských stanovišť. Podle Arestovyče na následky zranění zemřelo dvanáct ruských vyšších důstojníků včetně plukovníků a generálů. Zničen měl být také také další muniční sklad a několik desítek kusů vojenské techniky. Dne 13. července zasáhla Ukrajina další ruský muniční sklad v Čornobajivce, což oznámilo operační velitelství Jih.
Dvacátého prvního července Bratčuk informoval, že v Čornobajivce byl zničen další ruský muniční sklad. Další útok měl následovat hned 22. července. Dne 27. července potvrdilo operační velitelství Jih zničení dalšího ruského muničního skladu. Hned další den měl být dle Bratčuka zničen další polní sklad munice. Podle Arestovyče byla 29. července v Čornobajivce zničeno ruské seřadiště pro pěchotu a techniku. Dne 30. července na základně vypukl požár. Dne 2. srpna oznámilo operační velitelství Jih, že ukrajinské raketové a dělostřelecké jednotky zasáhly velitelské stanoviště ruského 22. armádního sboru v Čornobajivce. Třetího srpna Bratčuk řekl, že v Čornobajivce bylo zničeno další ruské postavení. Pátého srpna Ukrajina zaútočila na dvě velitelská stanoviště 49. vševojskové armády a 76. gardové výsadkové divize.
Dne 20. srpna bylo velitelské stanoviště ruského 247. gardového výsadkového pluku v Čornobajivce napadeno ukrajinskými silami salvovými raketomety HIMARS. Serhij Chlan, člen rady Chersonské oblasti, oznámil zničení většího množství ruské munice. Podle něj se ruské síly nyní snaží munici skladovat v menším množství na více místech, Ukrajinci jsou však stále schopni ji ničit. Operační velitelství Jih oznámilo další útok 22. srpna, s tím že dělostřelecké a raketové jednotky ukrajinské armády zničily muniční sklad a velitelské stanoviště 247. gardového výsadkového pluku. Dne 26. srpna byl zničen další muniční sklad a postavení ruských sil.

### Chersonská protiofenzíva a osvobození Čornobajivky (29. srpna–11. listopadu)
Ukrajina zahájila 29. srpna protiofenzívu s cílem osvobodit Cherson a další Rusy okupovaná území na pravém břehu řeky Dněpr, a to včetně Čornobajivky. Ukrajinské ozbrojené síly vyhlásily na průběh protiofenzivy informační embargo. Přesto byly z celé Chersonské oblasti v nadcházejících dnech hlášeny exploze a oblaka kouře. Výbuchy v Čornobajivce byly pozorovány 30. srpna a znovu 31. srpna. Další exploze byly hlášeny 5. září, zasažen byl shluk ruské vojenské techniky. Další výbuchy a kouř v okolí Čornobajivky byly hlášeny 7. září a následující útok proti ruským pozicím proběhl 18. září. Dne 20. září zasáhly ukrajinské raketové a dělostřelecké jednotky ruská velitelská a výstrojní stanoviště v Čornobajivce. Dvacátého druhého září ukrajinské síly zničily ruská protiletadlová děla, která střílela směrem na Snihurivku.

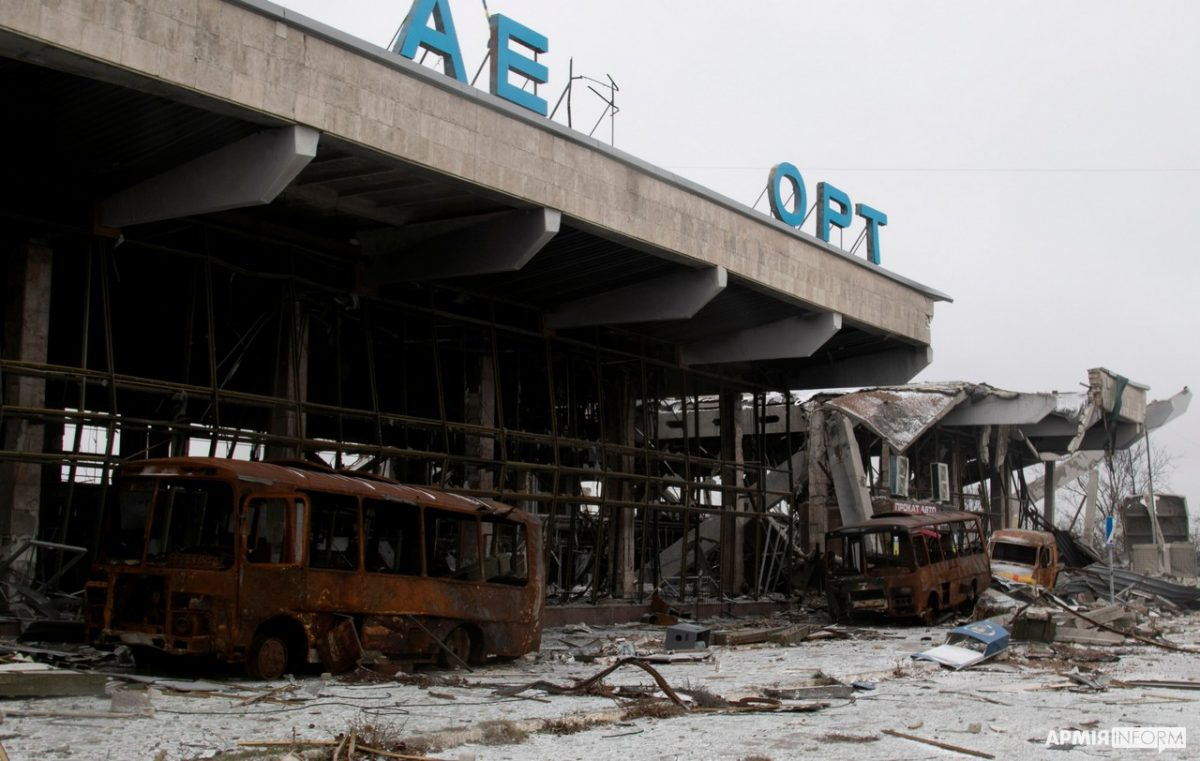
Mezinárodní letiště Cherson po stažení ruských vojsk v prosinci 2022

Dne 25. října byly v Čornobajvce hlášeny dva výbuchy. Satelitní snímky z 27. října ukázaly, že ruské síly stáhly veškerou vojenskou techniku z letiště v Čornobajivce, a to je tak poprvé od začátku ruské okupace prázdné. Tím však útoky na ruské síly u Čornobajivky neskončily; Vladyslav Nazarov, mluvčí operačního velitelství Jih, informoval, že 3. listopadu ukrajinské síly zasáhly poblíž letiště vojenskou techniku, kterou se Rusové snažili přesunout na jiné místo. Pátého listopadu byly v Čornobajivce hlášeny další výbuchy a kouř. Podle místních obyvatel v té době v Čornobajivce absolvovali výcvik nedávno mobilizovaní ruští vojáci.
Dne 9. listopadu ruský ministr obrany Sergej Šojgu oznámil, že se ruské jednotky na návrh generála Sergeje Surovikina stahují z pravého břehu Dněpru. Surovikin řekl, že rozhodnutí, které nebylo snadné přijmout, bylo přijato, protože Cherson již nemůže být řádně zásobován ruskou armádou a také je třeba chránit životy ruských vojáků. Dne 11. listopadu bylo dokončeno stažení Rusů z pravého břehu Dněpru a ukrajinské ozbrojené síly vstoupily do Čornobajivky, ale i do Chersonu a dalších lokalit. Druhý den Arestovyč řekl, že „seriál Čornobajivka“ je u konce.

## Následující dění
Po osvobození pravého břehu Dněpru začalo Rusko pravidelně ostřelovat lokality v oblasti, včetně Čornobajivky. Jak informoval guvernér Chersonské oblasti Jaroslav Januševič, již 26. listopadu 2022 byla Čornobajivka zasažena ruskými silami, v důsledku čehož byl zraněn desetiletý chlapec, který musel být převezen do nemocnice.
Obec je v důsledku dlouhodobého ostřelování ve špatném stavu, kromě poničené infrastruktury a stovek zničených domů obyvatelstvo trpí následky ruské okupace, během níž byla masivně porušována lidská práva a nejméně 18 civilistů bylo zavražděno.

## V populární kultuře
Kvůli velkému počtu ztrát, které ruské síly utrpěly u Čornobajivky, se obec stala na Ukrajině všeobecně známou a populární je i za hranicemi. Na sociálních sítích se objevila vlna memů zesměšňujících opakované ztráty Ruska v Čornobajivce a neschopnost jim předcházet.
O dění v Čornobajivce vznikla řada písní, složily je například skupiny Spiv Brativ,Jalsomino, nebo Alcohol Ukulele.
Dne 8. září 2022 projednávala městská rada severoukrajinského města Černihiv přejmenování některých ulic v rámci procesu derusifikace a dekomunizace místních názvů na Ukrajině. Během tohoto jednání bylo mimo jiné navrženo přejmenovat ulici Kovpaka Sydora na ulici Čornobajivská, což bylo skutečně 27. října 2022 schváleno.